# Hemilea dimidiata
Hemilea dimidiata är en tvåvingeart som först beskrevs av Costa 1844.  Hemilea dimidiata ingår i släktet Hemilea och familjen borrflugor. Inga underarter finns listade i Catalogue of Life.